# Microphthalmia-associated transcription factor
Le facteur de transcription associé à la microphtalmie (en anglais, Microphtalmia-associated Transcription Factor abrégé en MITF) est un facteur de transcription en hélice-boucle-hélice impliqué dans le développement mélanocytaire et la survie de ces cellules,. Son gène, MITF, est situé sur le chromosome 3 humain.
Il pourrait réguler le gène IRF4 dans les mélanocytes.

## En médecine
Une mutation du gène entraînant une perte de fonction de la protéine provoque un syndrome de Waardenburg de type 2A. D'autres mutations de ce gène est retrouvé dans certains cas de mélanome malin.